# Ryuji Ishizue
Ryuji Ishizue (石末 龍治, Ishizue Ryuji) est un footballeur japonais né le 22 juillet 1964 dans la préfecture de Hyogo au Japon.